# Atentado aéreo en Austin de 2010
El atentado aéreo de Austin ocurrió el 18 de febrero de 2010, fue un atentado en el que un piloto estrella una avioneta contra el edificio del IRS en Austin, Texas causando un incendio en varios pisos del inmueble. El impacto fue aproximadamente a las 10.05 hora local (16:05 GMT), según el Departamento de Policía de Austin. En un primer momento, no se informó sobre posibles heridos o fallecidos, en cambio, sí se supo de dos personas desaparecidas.

## Atentado
La avioneta Piper Cherokee PA-28 se estrelló contra el edificio del IRS de 7 pisos en Austin, Texas, tres minutos después del despegue. El edificio está ubicado a orillas de Research Boulevard en la cual tuvo que ser clausurada, siendo una de las principales autovías de la ciudad. Dawn Clopton, jefa de división del departamento de Bomberos de Austin, dijo en los primeros reportes que habían desaparecido dos personas del edificio. Además, señaló que el avión era un pequeño aparato privado.
El edificio, ubicado al lado de las oficinas del FBI en Austin, fue evacuado mientras que la Policía bloqueó todos los accesos al mismo. A la misma vez, los bomberos intentaban controlar el incendio que afectaba principalmente al segundo y tercer piso. Las autoridades confirmaron que hubo una persona desaparecida, que sería un empleado de las oficinas del edificio. Mientras que dos personas fueron trasladadas al Centro Médico Universitario Brackenridge, según detalló la portavoz del hospital, Matilde Sánchez. El representante por Texas en la Cámara de Representantes Michael McCaul también describió el incidente como "un ataque intencionado y deliberado contra un edificio federal".

## Causas
Al inicio se decía que la avioneta había sido robada, sin embargo el FBI declaró que no había elementos que indicaran que esto pudiera ser un atentado. Las autoridades federales en la escena dijeron que el piloto del avión supuestamente había incendiado su propia casa y, acto seguido, se robó una avioneta. Luego despegó para luego estrellarse contra el inmueble, que alberga varias entidades federales como la Oficina Federal de Investigaciones (FBI), la Agencia Central de Inteligencia (CIA), y el Servicio de Rentas Internas (IRS), entre otros. “Por ahora no tenemos razón para creer que hay un nexo con actividades criminales”, dijo Matt Chandler, vocero del Departamento del Interior, En comentarios previos, Chandler había mencionado que no había sospecha de actividades terroristas. Sin embargo se dijo, sobre de que un vocero federal que habló con CNN, que el piloto, identificado como Joseph Andrew Stack de 53 años y residente de Austin, previamente había incendiado su casa y luego lo estrelló con un edificio cercano a la sede del FBI.

### Investigación
La policía investigaba si el estrellamiento de la avioneta contra el edificio de la IRS en la capital texana era producto de un acto intencional del piloto. Sin embargo fuentes oficiales dijeron que se intentaba determinar si el piloto quiso estrellar su avión contra la oficina cercana del servicio impositivo, hablando bajo la condición de anonimato porque la investigación estaba en curso. Como precaución, el comando de defensa aeroespacial mandó dos aviones F-16 de una base aérea militar cercana a patrullar el espacio aéreo de Austin. las autoridades también investigaban el manifiesto antigubernamental que escribió Joseph Stack en la Internet describiendo sus problemas con la oficina IRS y afirmó que la violencia era la única solución. También un vocero de la Administración Federal de Aviación Lynn Lunsford dijo que el piloto no presentó un plan de vuelo.
El sitio de internet "EmbeddedArt.com" asegura que tiene una nota, firmada por Joseph Stack, en la que se lee: 

Leí una vez que la definición de demencia es la repetición del mismo proceso una y otra vez esperando que el resultado sea, de pronto, diferente. 

Finalmente estoy listo a poner fin a esta locura. De acuerdo, Gran Hermano, IRS, probemos algo diferente: llévate mi medio kilo de carne y que duermas bien.
Joe Stack (1956-2010) - 18/02/2010

Mientras tanto, las autoridades investigaban la veracidad de la nota y si había incendiado su casa, posteriormente al incidente.